# رودآور
رودآور کوره‌ای (ناحیه) در ناحیه جبال، جنب کوه الوند و میان نهاوند و همدان بوده است. نام آن را به صورت رودرآور، روذرآور، رودآورد و روذرآورد نیز ضبط کرده‌اند. بنا به گفته ابن فقیه، روذرآور از مطبوع‌ترین نواحی امپراطوری ساسانی بود. صادرات زعفران آن مشهور بود و اقسام میوه نیز در آن به عمل می‌آمد. از آبادی‌های روذرآور، سرکان و توی (تویسرکان) را نام برده‌اند و کرزان رود نیز جزء این ناحیه بوده است.
ناحیه رودرآور در نزهةالقلوب حمدالله مستوفی با محل تویسرکان و توابع آن منطبق می‌شود. در یک کیلومتری شهر تویسرکان آثار خرابه‌ها و خندقی وجود دارد و چنین به نظر می‌رسد که شهر رودآور در این مکان بوده و ظاهراً در اثر حمله مغول به ایران ویران شده است.

## در کتاب‌های گذشتگان
- بنا به گفته ابن فقیه رستاق روذآور (روذراور) دره‌ای بود که طول آن به سه فرسخ می‌رسید و ۹۳ آبادی داشت که همگی دارای باغ‌های میوه بسیار و جویبارهای فراوان بودند و در آنجا زعفران هم کشت و زرع می‌شد. مسجد جامع آنجا در آبادی کرج قرار داشت که برای تمییز آن از کرج ابودلف به آن کرج روذآور می‌گفتند.[۳]
- حمدالله مستوفی در نزهةالقلوب نام این محل را غالباً به صورت رودارود ضبط کرده است.[۴] به گفته وی «آبش از کوه الوند جاری است و زمینش مرتفع تمام باشد و در آنجا زعفران بسیار باشد و بدین سبب آن زمین را زعفرانی خوانند. حقوق دیوانیش دو تومان و سه هزار و پانصد دینار است.»[۵]
- یاقوت حموی در معجم البلدان گوید: «ناحیه‌ایست در نزدیکی نهاوند از اعمال جبال. دارای ۹۳ قریه است که باغ‌های پردرخت و نهرهای جاری دارد و درختان این ناحیه دارای انواع گوناگون میوه‌هاست و دارای منبر بود و در آن موضعی بودکه بدان کرج گفته می‌شد و آن شهر کوچکی است و ابنیهٔ آن از گل محکم ساخته شده است و دارای چمنزارها و میوه‌ها و کشتزارهاست و زعفران بسیار از آنجا می‌خیزد و به بلاد دیگر حمل می‌گردد و میان آن و همدان و همچنین نهاوند هفت فرسخ است. جمعی از اهل علم به رودراور منسوب هستند.»[۵]

## وجه تسمیه
دوگونه نامگذاری می‌توان برای رودآور در نظر گرفت. اول آنکه چون در پیرامون و درون این شهر رودهای زیادی از جمله سرکان، سرابی، قلقل، آریتمان، خرم و … وجود دارند، به آن رودآور گفته‌اند. دوم آنکه چون این شهر دارای باغ‌ها، بستان‌ها و کشتزارهای بسیاری بوده و زعفران زیادی در آن به دست می‌آمده، اقتصاد پررونق و جایگاه طبیعی ویژه و دلپذیری داشته و همین ویژگی‌ها آن را به شهری پرنشاط و سرور تبدیل کرده و به آن «رودآور» یعنی نشاط و شادی‌آور گفته‌اند.